# Anauxesida lineata
Anauxesida lineata är en skalbaggsart som beskrevs av Jordan 1894. Anauxesida lineata ingår i släktet Anauxesida och familjen långhorningar.
Artens utbredningsområde är:
- Gabon.
- Rwanda.

Inga underarter finns listade i Catalogue of Life.